# Kintsuba

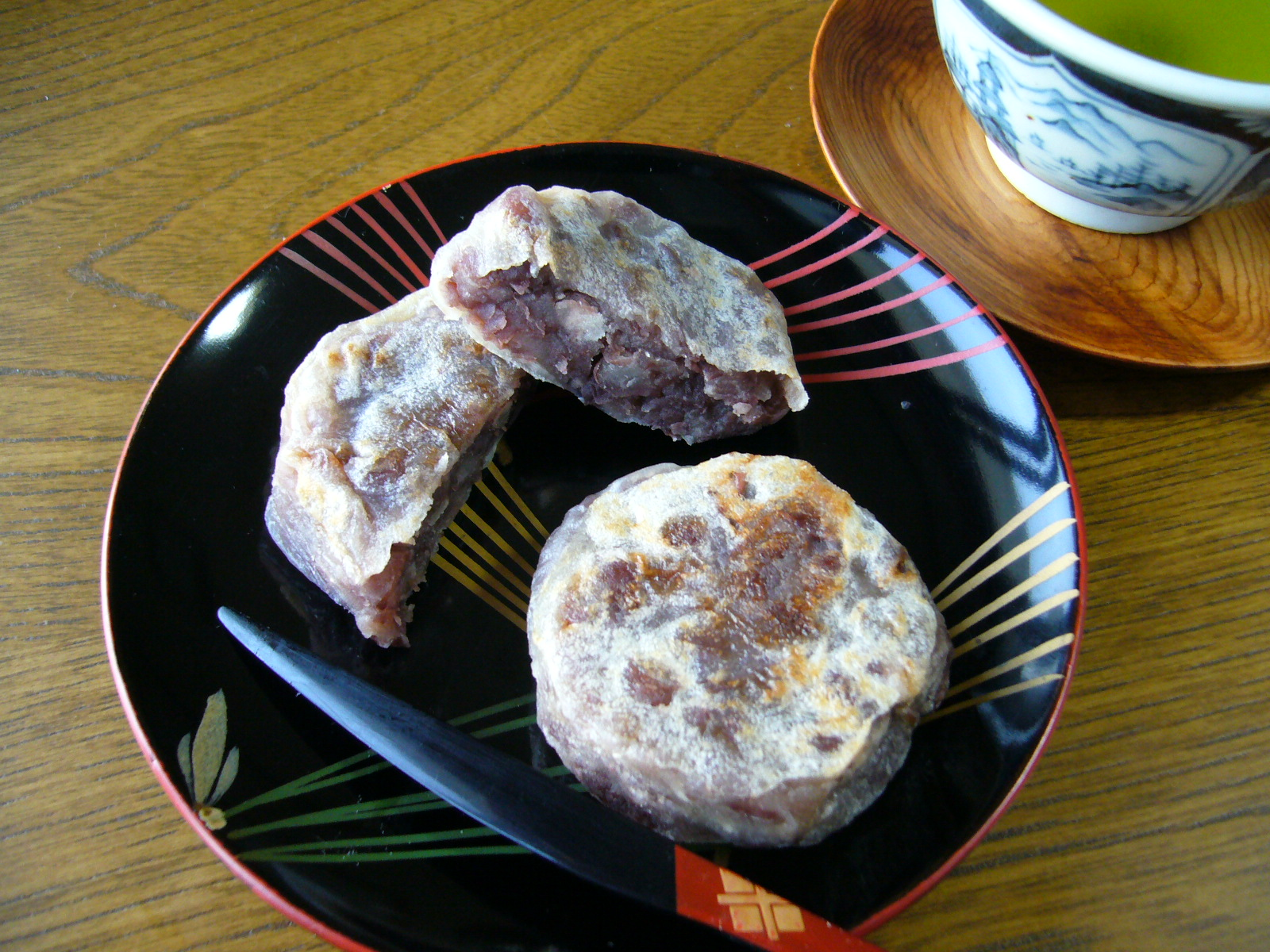
Kintsuba

Kintsuba (jap. きんつば) ist eine japanische Süßigkeit, die aus Mehl und rotem Bohnenmus oder Süßkartoffelmus hergestellt wird. Sie wurde in der Mitte der Edo-Zeit in Kyōto erfunden.
Wegen der silbernen Farbe hieß das Gebäck ursprünglich „Gintsuba“ (Gin = Silber). Aus kommerziellen Gründen wurde es jedoch in „Kintsuba“ (Kin = Gold) umbenannt, weil man sich hiervon höhere Absatzzahlen versprach. Ein „Tsuba“ ist das Stichblatt des Katanas; der Name des Kintsuba bezieht sich auf die meist runde oder quadratische Form.

## Arten
- Imo Kintsuba (Süßkartoffeln)
- Goma Kintsuba (Sesam)
- Kuri Kintsuba (Wasserkastanie)
- Kabocha Kintsuba (Kürbis)
- Macha Kintsuba (Grüntee)